# Ясногірка (зупинний пункт)
Ясногі́рка — пасажирська зупинна платформа Лиманської дирекції Донецької залізниці.
Розташована в смт Ясногірка, Краматорський район, Донецької області. Платформа розташована на лінії Слов'янськ — Горлівка між станціями Шпичкине (2 км) та Слов'янськ (8 км).
На платформі зупиняються приміські поїзди.